# Maisons du Monde
Maisons du Monde est une enseigne de distribution, d'ameublement et de décoration française créée en 1996 par Xavier Marie. 
En 2024, Maisons du Monde possède 338 magasins en Europe et a plus de 7 000 salariés. 50 % des ventes du groupe Maisons du Monde sont réalisées à l'étranger et 50 % des ventes sont réalisées sur le Web. Maisons du Monde vend environ 58 % de décorations contre 42 % de meubles.

## Histoire
La société est créée à Brest.
Maisons du Monde ouvre son premier magasin en avril 1996 à Bordeaux. Maisons du Monde ouvre entre 15 et 20 magasins par an en France et en Europe. En 2006, Maisons du Monde lance sa boutique en ligne et y propose l'ensemble de son catalogue de meubles et une grande partie de ses objets de décoration.
Le groupe Maisons du Monde a été racheté en 2013 (à hauteur de 80 %) par la société américaine Bain Capital pour un montant de 680 millions d'euros.
En 2015, elle a réalisé un chiffre d'affaires de 699 millions d'euros, dont 460 millions en France.
En février 2016, deux banques américaines Goldmann Sachs et Citi sont mandatées pour préparer l'introduction en bourse. 
En 2020, Maisons du Monde est frappé par la crise liée au Covid-19 mais parvient à se maintenir à un niveau plus élevé que les espérances. De janvier à juin, les ventes reculent de 13,3 % à 489 millions d'euros. Un second entrepôt va tout de même ouvrir ses portes début 2021 à proximité du port du Havre pour réceptionner les marchandises en provenance d'Asie. 
Au premier semestre 2021, la direction de Maisons du Monde annonce un rebond économique porté par les ventes en ligne qui représentent 40 % de son chiffre d'affaires. L'enseigne d'ameublement enregistre sur la période un CA de 662,6 millions d'euros, soit une hausse de 35 % par rapport à 2020.  
En 2021, le chiffre d'affaires de Maisons du Monde se hisse à 1,31 milliard d'euros.  
Le 27 mai 2022, le groupe annonce rabaisser ses prévisions pour l'année 2022, estimant que ses conditions d'approvisionnement se sont dégradées en raison de l'inflation. Conformément à ses craintes, la baisse enregistrée en 2022 se confirme à l'heure du bilan : son bénéfice net est divisé par deux à 34 millions d'euros en raison notamment d'une baisse des ventes de 5 % à 1,24 milliard d'euros sur l'ensemble de l'année.  
En mars 2024, le groupe annonce la fermeture ou le transfert à venir de 40 à 50 magasins d'ici 2026.  
En 2025, le chiffre d'affaires baisse de 11,2 % pour atteindre 1,002 milliard d'euros, confirmant la tendance de 2023 où la baisse était de 9,3 %. Mais, misant sur son plan stratégique Inspire Everyday, le groupe entend retrouver la croissance dès 2025.  

## Actionnaires
Liste des principaux actionnaires au 31 octobre 2023 :
| Actionnaires             | % du capital |
| Teleios Capital Partners | 28,81 %      |
| Majorelle Investments    | 26,49 %      |
| FMR LLC                  | 10,45 %      |
| Auto-détention           | 1,57 %       |
| Public                   | 32,67 %      |

## Nombre de magasins
357 magasins en Europe dont plus de 210 en France (+ en Belgique aussi) 
- France : 217 magasins
- Italie : 49 magasins
- Luxembourg et Belgique : 28 magasins
- Espagne : 35 magasins
- Allemagne : 12 magasins
- Suisse : 12 magasins
- Portugal: 3 magasins
- Autriche: 1 magasin